# أتيليو كالاتروني
أتيليو كالاتروني (مواليد 18 يوليو 1950) هو مبارز بالسيف إيطالي، مثّل بلاده في الألعاب الأولمبية الصيفية 1976.

## روابط خارجية
أتيليو كالاتروني على موقع اللجنة الأولمبية الدولية (الإنجليزية)
- أتيليو كالاتروني على موقع أوليمبيديا (الإنجليزية)
- أتيليو كالاتروني على موقع اللجنة الأولمبية الإيطالية (الإيطالية)